# Отель Адельфи (Шеффилд)
Отель Адельфи — отель, который располагался в центре Шеффилда, Англия.
Отель известен тем, что в нём были основаны три крупных спортивных клуба: «Крикетный клуб графства Йоркшир» (англ. Yorkshire County Cricket Club) в 1863-м году, футбольный клуб «Шеффилд Уэнсдей» в 1867-м году, и футбольный же, известный клуб «Шеффилд Юнайтед» в 1889-м. Шеффилдская футбольная ассоциация также возникла в Отеле Адельфи.
В 1854 году в отеле состоялось публичное собрание, на котором было объявлено о том, что новое поле для крикета будет построено на арендованном у герцога Норфолка участке на Брэмолл Лейн. Арендная плата составила 70 фунтов стерлингов в год. Позднее на этой спортивной площадке стала проводить игры команда «Шеффилд Уэнсдей», а затем, с постройкой здания стадиона, Брэмолл Лейн стал домашним стадионом для команды «Шеффилд Юнайтед».
В 1969 году отель был снесён, а на его месте возведён Театр Крусибл.